# Chile en los Juegos Olímpicos
Chile en los Juegos Olímpicos está representado por el Comité Olímpico de Chile (COCh), fundado en 1934, encargado de promover la preparación, selección y participación de los deportistas chilenos.
Chile tiene 128 años de historia olímpica. La primera presencia de un deportista chileno en el principal evento multideportivo internacional se produjo en abril de 1896, durante los Juegos Olímpicos de Atenas, siendo el primer país iberoamericano en participar.
Después de ausentarse tres ediciones, Chile organizó por primera vez una delegación para competir en Estocolmo 1912. Desde entonces, ha asistido a todos los Juegos Olímpicos de Verano, excepto aquellos celebrados en Los Ángeles 1932 y Moscú 1980 —debido a su grave crisis económica, secuela de la Gran Depresión, y a su adhesión a un boicot político impulsado por Estados Unidos contra la Unión Soviética en la Guerra Fría, respectivamente—, completando veinticinco participaciones. Asimismo, desde Sankt-Moritz 1948, Chile ha concurrido a todos los Juegos Olímpicos de Invierno, salvo los que tuvieron lugar en Sapporo 1972 y Lake Placid 1980, totalizando dieciocho presencias.
Desde 1912, Chile ha tenido ocho representantes en el Comité Olímpico Internacional (COI): Óscar García Guerra (1912-1919), Carlos Silva Vildósola (1920-1922), Jorge Matte Gormaz (1923-1928), Alfredo Ewing Acuña (1929-1933), Enrique Barbosa Baeza (1948-1950), Alejandro Rivera Bascur (1955 y 1985), Sergio Santander Fantini (1992-1999) y Neven Ilic (2017-actualidad).

## Desempeño

### Juegos Olímpicos de Verano
Chile obtuvo sus dos primeros puestos premiados —respectivamente los lugares quinto y sexto del boxeador Carlos Abarca y del atleta Manuel Plaza— en París 1924 y su primera presea olímpica —una de plata— en Ámsterdam 1928. En la historia de los Juegos Olímpicos de la Era Moderna, Chile ha obtenido un total de quince medallas en ocho de las veinticuatro ediciones a las que ha asistido. Por sus preseas —tres de oro, ocho de plata y cuatro de bronce—, Chile se sitúa en el 81.er lugar en el medallero histórico de los Juegos Olímpicos entre los 206 afiliados al COI y en el décimo puesto entre los veintidós países iberoamericanos.
Durante los años 1950 Chile obtuvo seis medallas debido a la prioridad deportiva dada por los gobiernos radicales (1938-1952), en tanto que durante los años 2000, cinco de sus deportes olímpicos populares: el fútbol y el tenis. Seis deportes —atletismo, boxeo, equitación, fútbol, tenis y tiro— contribuyeron a las preseas del medallero de Chile en el periodo 1928-2008. Por el total de preseas obtenidas, Chile se ubica en los puestos 12.º en tenis, 22.º en equitación, 33.º en fútbol, 50.º en boxeo, 57.º en tiro, y 70.º en atletismo, en los medalleros históricos de esos deportes. El deporte con más oros y podios es el tenis con dos y cuatro, respectivamente.
El tenista Nicolás Massú obtuvo dos veces la medalla de oro en Atenas 2004, mientras que el equitador Óscar Cristi obtuvo dos veces la medalla de plata en Helsinki 1952. El también tenista Fernando González es el deportista olímpico chileno con más medallas —tres, dos en Atenas 2004 y una en Pekín 2008— así como el único chileno en ganar preseas en distintos juegos. La tiradora Francisca Crovetto consiguió la medalla de oro para Chile en París 2024.

### Juegos Olímpicos de Invierno
Con dieciocho centros de esquí a lo largo de la cordillera de los Andes, Chile no ha conseguido puestos premiados ni preseas en las ediciones a las que ha asistido, al igual que el resto de los países latinoamericanos.

## Deportistas

### Juegos Olímpicos de Verano

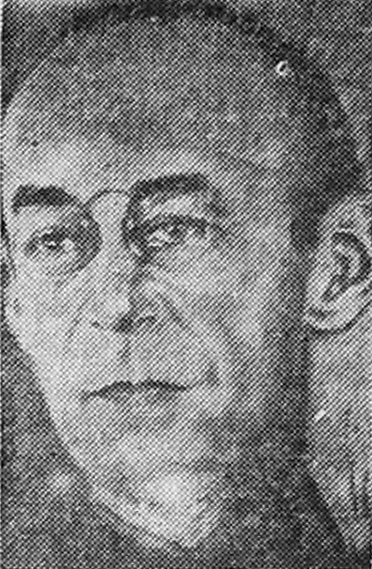
Luis Subercaseaux en 1939.

A través de la participación del atleta Luis Subercaseaux, Chile se convirtió en una de las catorce naciones, la única iberoamericana, en tomar parte en Atenas 1896, los primeros Juegos Olímpicos de la Era Moderna. No obstante lo anterior, la presencia de Subercaseaux fue ocultada por muchos años hasta la muerte del velocista de los 100, 400 y 800 metros planos. La primera mujer olímpica chilena fue la atleta Raquel Martínez, en Berlín 1936. La persona chilena con más participaciones olímpicas es  Kristel Köbrich con seis, Érika Olivera, con cinco, Francisca Crovetto, Berta Rodríguez y Gert Weil con cuatro.
La persona chilena más joven en participar ha sido el atleta Luis Subercaseaux: nació el 10 de mayo de 1882 y compitió el 6 de abril de 1896, a los 13 años, 10 meses y 26 días. Lo sigue el clavadista Günther Mund: nació el 7 de agosto de 1934 y compitió el 30 de julio de 1948 en Londres, a los 13 años, 11 meses y 23 días, así como el arquero Ricardo Soto en Río de Janeiro 2016 y el tirador Diego Parra en París 2024, ambos con 16 años al momento de su debut. La persona chilena más veterana en participar ha sido Virginia Yarur, participando en doma ecuestre en Tokio 2020 con 54 años, seguida por el tirador Luis Ruiz-Tagle con 50 años y 9 días en 1948 y Enrique Ojeda, con 48 años y 142 días en Helsinki 1952.No obstante, el récord lo ostenta Tania Zeng, la tenimesista, de origen chino, que representó a Chile en París 2024, con 58 años.
Los deportistas chilenos han competido en 149 diversas competiciones en veinticuatro de los veintiséis deportes olímpicos de verano.
En cuanto a la cantidad de deportistas, las cinco delegaciones chilenas más numerosas han sido las de Helsinki 1952 (59 deportistas), Londres 1948 (54), Los Ángeles 1984 (52), Sídney 2000 (50) y Río de Janeiro 2016 (42); por el contrario, las menos numerosas han sido las de Atenas 1896 (1 deportista), Amberes 1920 (2), Montreal 1976 (7), Roma 1960 (9) y Múnich 1972 (11).

### Juegos Olímpicos de Invierno

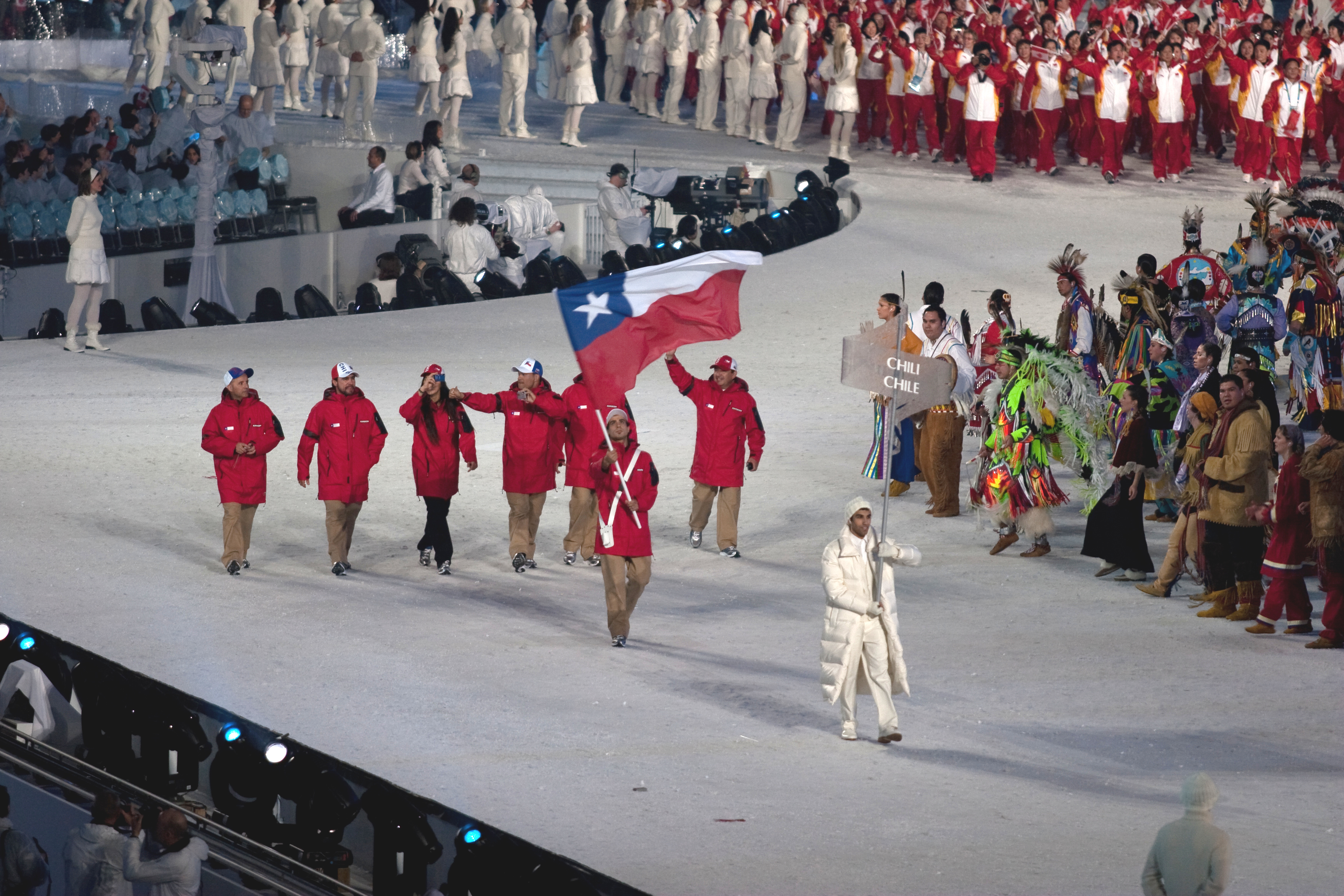
La delegación de Chile en la ceremonia de apertura de los Juegos Olímpicos de Vancouver 2010. Pese al terremoto del 27 de febrero, la delegación participó en la ceremonia de clausura celebrada al día siguiente. Días más tarde, la delegación paralímpica desfiló con un lazo negro en la ceremonia de apertura.

Los esquiadores alpinos Gonzalo Domínguez, Jaime Errázuriz, Arturo Hammersley y Hernán Oelckers formaron la delegación chilena que compitió en Sankt Moritz 1948, la primera edición olímpica de invierno en la que participó Chile. La primera deportista olímpica chilena fue la esquiadora alpina Verena Vogt, en Grenoble 1968.
La esquiadora alpina Noelle Barahona, con 15 años y 80 días en Turín 2006, ha sido la participante chilena más joven, mientras que el esquiador alpino Arturo Hammersley, con 33 años y 255 días en Cortina d'Ampezzo 1956, el participante chileno más veterano.
En cuanto a la cantidad de deportistas, las delegaciones más numerosas han sido las de Turín 2006 (9 deportistas), Pieonchang 2018 (con 7) y Calgary 1988, Salt Lake City 2002 y Sochi 2014 (con 6); por el contrario, las menos numerosas han sido las de Oslo 1952, Cortina d'Ampezzo 1956, Lillehammer 1994, Nagano 1998 y Vancouver 2010 (todas con 3 deportistas).
Los deportistas chilenos han competido en 17 distintas competiciones en cuatro de los siete deportes olímpicos de invierno.

## Historia de las medallas

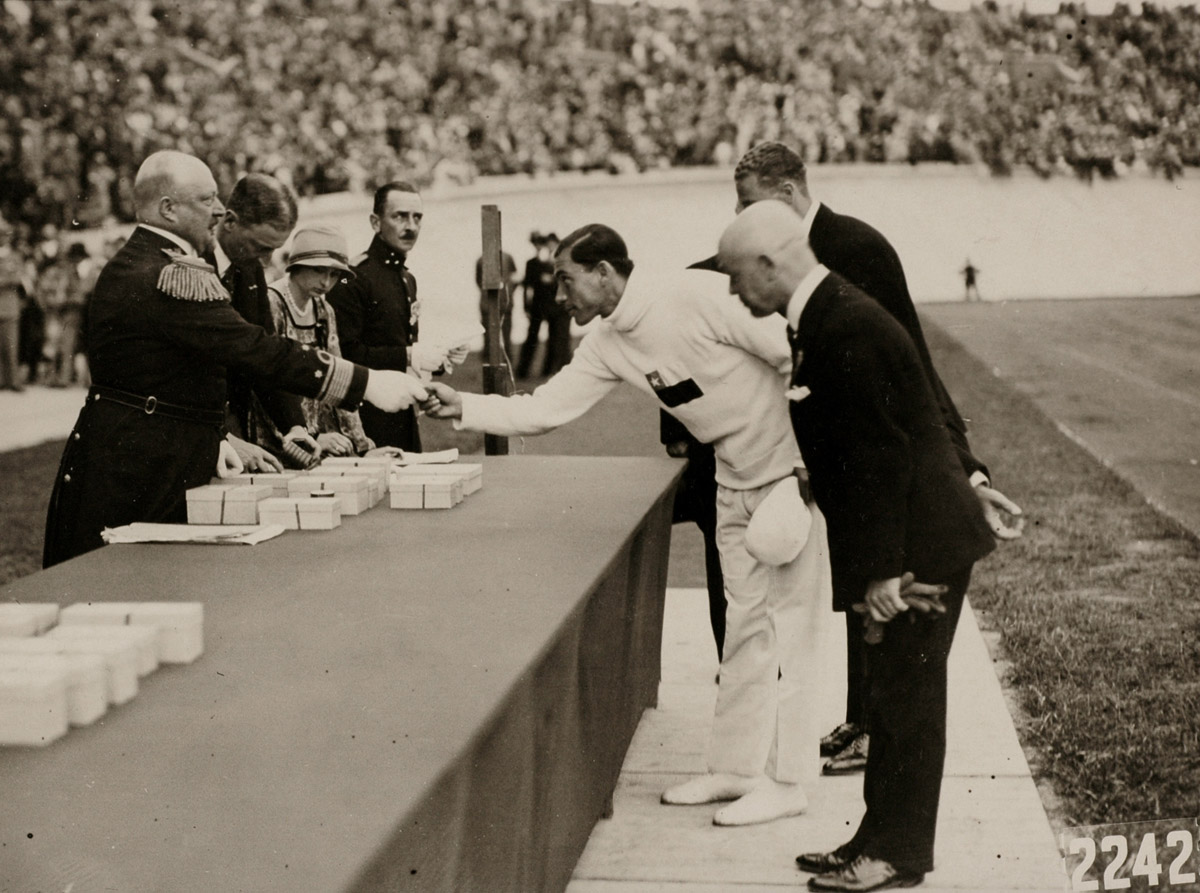
Plaza recibiendo la presea por parte del príncipe Enrique de Mecklemburgo-Schwerin.

### La primera medalla
Un atleta chileno subió por primera vez al podio olímpico en Ámsterdam 1928. Allí, el suplementero lampino Manuel Plaza participó en la maratón. Después de haber llegado sexto al Estadio Coulombes en París 1924, el maratonista de 28 años de edad, con el correr de la prueba, logró superar a otros 79 competidores.
Pese a que la leyenda cuenta que Manuel Plaza se extravió en el camino hacia el Estadio —lo que habría permitido que el argelino Ahmed Boughèra El Ouafi pasara al primer lugar—, lo que realmente sucedió es que, desde un comienzo, Plaza quedó rezagado por una fuerte molestia en la rodilla; una vez superada, Plaza fue escalando posiciones hasta alcanzar el segundo lugar sin que en ningún momento de la carrera alcanzara a quien lideraba la contienda. Finalmente, Plaza alcanzó la medalla de plata al cruzar la meta a las 2 horas 33 minutos y 23 segundos luego de haber recorrido 42,195 kilómetros.

### Las medallas de la equitación

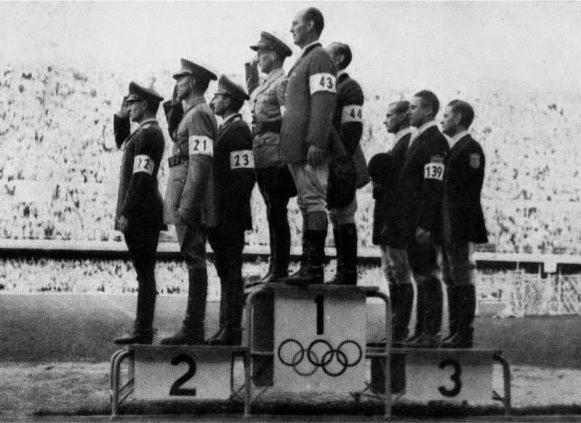
Premiación de Saltos por equipos.

La oportunidad llegó en Helsinki 1952 gracias a la equitación, específicamente en salto ecuestre. Allí, el 2 de agosto de 1952, los miembros de Carabineros de Chile, el teniente César Mendoza y el capitán Óscar Cristi, junto al capitán de Ejército Ricardo Echeverría, participaron en la categoría de equipo. Cristi en Bambi, Mendoza en Pillán y Echeverría en Lindo Peal llegaron al compromiso. En la mañana, Cristi clasificó para el torneo individual, luego de que Mendoza y Echeverría fallaran en la prueba clasificatoria; sin embargo, en la final de la categoría de equipos, mejoraron ostensiblemente, siendo superados por el equipo del Reino Unido.
Cristi participó nuevamente junto a su caballo Bambi en salto individual. Sin embargo, derribaron una de las vallas en la etapa de desempate, alcanzando la medalla de plata obteniendo la de oro el francés Jacques D’Oriola en Alí Babá. Chile había logrado 2 medallas plateadas en la misma competencia y en los mismos Juegos.

### El boxeo y la «chica de plata»
En 1956, la sede de los Juegos Olímpicos fue Melbourne (Australia), la primera ciudad del hemisferio sur en albergarlos. Allí, una joven chilena desfiló como abanderada nacional: Marlene Ahrens. El 28 de noviembre de dicho año, Ahrens lanzó su jabalina a 50,38 metros, con lo que se adjudicó tanto el récord nacional como el sudamericano y la única medalla de plata chilena femenina.
Sin embargo, esta no sería la única medalla para Chile en esos juegos. El boxeo chileno llegaba a los Juegos Olímpicos con tres representantes.
El primero, Claudio Barrientos, luego de derrotar al polaco Zenon Stefaniuk y al brasileño Eder Jofré, se enfrentó al sudcoreano Jong en semifinales. Las tarjetas de los jueces declararon a Jong como el vencedor, pero los periodistas y especialistas señalan que Barrientos había sido superior. Barrientos obtuvo finalmente la medalla de bronce en la categoría peso gallo.
El segundo, el medio-pesado Carlos Lucas, llegó a Melbourne sin ninguna expectativa, luego de alcanzar el segundo puesto en el campeonato latinoamericano de Lima. El joven amateur de Villarrica sin embargo logró obtener la segunda medalla de bronce del boxeo en Australia, en la categoría peso semipesado.
El tercero, el antofagastino Ramón Tapia, derribó de un derechazo al polaco Pyorkovski en el primer golpe. Posteriormente, venció al checoslovaco Torna de un nocaut en el segundo asalto. Llegó a la final frente al ruso Chatkov. Sin embargo, el soviético derribó de un golpe al chileno, obteniendo la presea de plata en la categoría peso mediano.

### El tiro de Iruarrizaga
Luego de 32 años de ausencia, Chile llegó nuevamente al podio olímpico el 24 de septiembre de 1988, durante los Juegos Olímpicos celebrados en Seúl, Corea del Sur.
Durante los días de competencia, Alfonso de Iruarrizaga había sobresalido en el tiro al vuelo modalidad skeet. Allí comenzó a medirse con el alemán Alex Wegner. Luego de dos series, el chileno superaba al germano por 149 contra 148 tiros de un total de 150. Para la serie final, ambos clasificaron con 198 de un total de 200, seguidos de Danny Carlisle, de Estados Unidos, 197; Jorge Guardiola, de España; José Agustín Ávila, de Ecuador; Juergen Raabe, de Alemania Oriental; y Weizang Shang, de la República Popular China, todos con 196.
A la misma hora en que Carl Lewis y Ben Johnson corrieron en el Estadio Olímpico de Seúl, se definió el tiro skeet en las afueras de la capital sudcoreana. Irruarrizaga falló dos platillos en los puestos uno y seis, sumando 23 blancos perfectos. Wegner acertó 24, también erró en el uno, obteniendo el oro y dejando a Irruarrizaga con la medalla de plata.

### La Rojagana el bronce
En enero de 2000, se disputó el Torneo Preolímpico Sudamericano Sub-23 de 2000 en la ciudad brasileña de Londrina para elegir las dos selecciones Sub-23 representantes de Sudamérica en los Juegos Olímpicos de Sídney de dicho año. El equipo chileno quedó en el grupo A, junto con los locales, Colombia, Venezuela y Ecuador. Chile empató 1:1 con los brasileños y luego derrotó por 2:1 al seleccionado ecuatoriano y por 3:0 al combinado venezolano; sin embargo, la selección colombiana barrió con los chilenos por 5:1. Para poder clasificar, Chile tenía que esperar que Brasil derrotara a Colombia por un marcador casi imposible de siete goles de diferencia. En el minuto 64 de ese partido, el brasileño Adriano marcó el séptimo gol. El partido finalizó 9:0 a favor de los locales y, con ese resultado, Chile clasificó segundo de su grupo a la segunda fase.
Brasil, Chile, Uruguay y Argentina llegaron al cuadrangular final de Londrina. La selección chilena, la Roja, derrotó a los uruguayos por 4:1 y luego perdió por 3:1 ante Brasil, por lo que debió definir ante Argentina; ambos equipos igualaban en puntaje y goles por lo que el que anotara, clasificaba a Sídney. En el minuto 86, Reinaldo Navia marcó el único gol del partido y dio los boletos para el equipo nacional a unos Juegos Olímpicos por cuarta vez —anteriormente, la selección chilena había estado presente en Ámsterdam 1928, Helsinki 1952 y Los Ángeles 1984—.
La selección olímpica fue dirigida por Nelson Acosta y estaba compuesta por quince jugadores sub-23 —Cristián Álvarez, Francisco Arrué, Pablo Contreras, Javier di Gregorio, Sebastián González, David Henríquez, Manuel Ibarra, Claudio Maldonado, Reinaldo Navia, Rodrigo Núñez, Rafael Olarra, Patricio Ormazábal, David Pizarro, Mauricio Rojas y Rodrigo Tello— y tres miembros elegidos de la selección adulta —el defensa Pedro Reyes, el arquero Nelson Tapia y el capitán Iván Zamorano—.
Ya en los juegos, el 14 de septiembre de 2000, Chile se enfrentó a la selección de Marruecos, derrotándola por 4:1 con tres goles de Zamorano y uno de Navia. Tres días después, en la misma subsede de Melbourne, los goles de Olarra y Navia (2) marcaron el 3:1 final con el que fue vencida la selección española, una de las favoritas tras la presea dorada. En Adelaida, Corea del Sur derrotó a la selección sudamericana por 1:0, pero de cualquier forma, Chile clasificó como líder del grupo B.
El día 23, en cuartos de final, Chile se enfrentó a Nigeria. Contreras, Zamorano, Navia y Tello marcaron, consiguiendo el 4:1 con el que se imponían ante el cuadro africano. Melbourne recibió nuevamente a la selección chilena en semifinales ante la selección de Camerún. Sin embargo, la selección fue derrotada por 2:1 (goles de M'boma y Etame, autogol de Wome).
Finalmente, el 29 de septiembre, Chile alcanzó la medalla de bronce, al vencer a la selección de Estados Unidos con dos goles de Iván Zamorano.

### El tenis hace historia
Luego de la participación de Marcelo Ríos en Sídney 2000, Chile volvía al tenis olímpico en Atenas 2004 con Nicolás Massú y su amigo Fernando González, clasificados como 14.º y 17.º en el ranking mundial de aquella época. Ambos jugadores se inscribieron tanto en individuales como en dobles, que se llevaron a cabo en el Centro Olímpico de Tenis en cancha dura.
| Fecha                | do. 15 de agosto | lu. 16 de agosto | ma. 17 de agosto | mi. 18 de agosto | ju. 19 de agosto | vi. 20 de agosto | sá. 21 de agosto | do. 22 de agosto |
| -------------------- | ---------------- | ---------------- | ---------------- | ---------------- | ---------------- | ---------------- | ---------------- | ---------------- |
| Individual masculino | Primera ronda    | Primera ronda    | Segunda ronda    | Tercera ronda    | Cuartos de final | Semifinales      | Bronce           | Final            |
| Dobles masculino     | Primera ronda    | Primera ronda    | Segunda ronda    | Cuartos de final | Semifinales      | Bronce           | Final            | —                |

Fernando González, que llegó como 16.º cabeza de serie, se enfrentó al griego Konstantinos Economidis (239.º), derrotándolo por 7-6 (6), 6-2. Luego, Massú que no registraba triunfos en canchas rápidas en la actual temporada, se enfrentaba a Gustavo Kuerten, 23.º del mundo y ex número uno, venciéndolo por 6-3, 5-7, 6-4.
Fernando González avanzó luego hasta semifinales, al derrotar consecutivamente al coreano Hyung-Taik Lee (78.º) por 7-5, 6-2; al estadounidense Andy Roddick, 2.º cabeza de serie, por 6-4, 6-4; y al francés Sébastien Grosjean, 8.º cabeza de serie, por 6-2, 2-6, 6-4.
Massú también alcanzó semifinales, al derrotar al estadounidense Vincent Spadea (26.º) por 7-6 (3), 6-2; al ruso Igor Andreev (55.º) por 6-3, 6-7 (4), 6-4, y al tercer cabeza de serie, el español Carlos Moyá, por 6-2, 7-5.
Simultáneamente, ambos jugadores estaban jugando los partidos de dobles. Massú, 69.º en el ranking de dobles, y González, en el lugar 88.º, se enfrentaron a la pareja de Bahamas, Mark Knowles, 7.º en la clasificación de dobles, y Mark Merklein. Con un marcador de 7-5, 6-4, los chilenos pasaron a la siguiente fase, enfrentándose a los argentinos Gastón Etlis y Martín Rodríguez, sextos cabezas de serie, derrotándolos por 6-3, 7-6 (2). En cuartos de final, se enfrentaron a la pareja favorita del torneo, los hermanos estadounidenses Bob y Mike Bryan. Sin embargo, aunque disfrutaban del tercer lugar del mundo, los chilenos los vencieron por 7-5, 6-4. En semifinales, se enfrentaron a Mario Ančić e Ivan Ljubičić, de Croacia. 7-5, 4-6, 6-4 fue el marcador que indicaba el paso de la pareja chilena a la final de dobles.

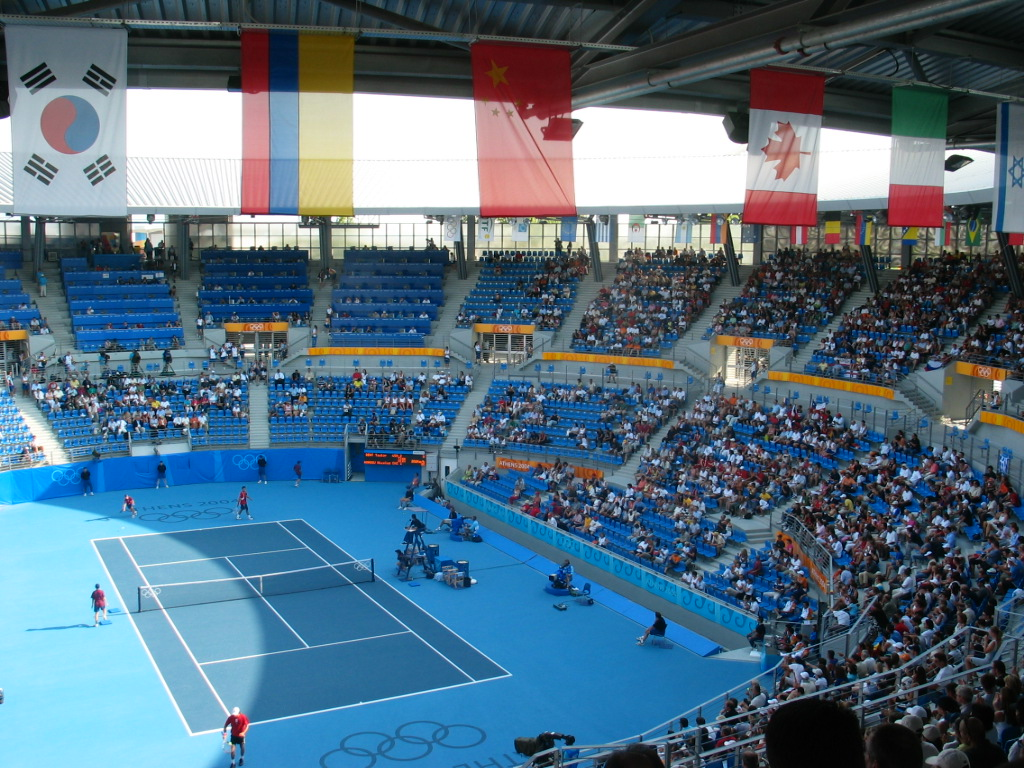
Nicolás Massú frente a Taylor Dent en la pista central.

Las semifinales individuales se convirtieron en partidos entre Estados Unidos y Chile. Fernando González jugaría contra Mardy Fish (22.º) y Nicolás Massú contra Taylor Dent (29.º) a la misma hora. Chile entero se paralizó para ver los partidos, aquel viernes 20 de agosto. González había obtenido fácilmente el primer set ante Fish, mientras Massú luchaba por ganar en el tie-break. Sin embargo, la suerte de ambos cambió radicalmente. González, en el segundo juego del segundo set, se torció el tobillo, lo que impidió que pudiera seguir jugando normalmente. A pesar de luchar todo el partido, González fue eliminado con un marcador final de 6-3, 3-6, 4-6. Ahora, la esperanza de una medalla recaía en Massú. Este conseguiría su propósito de pasar a la final, al derrotar al estadounidense por 7-6 (5), 6-1. La utópica final entre chilenos no llegó, pero Massú sacó la cara por Chile y lucharía por el oro ante el verdugo de González.

#### Bronce olímpico en tenis individuales
El sábado 21 de agosto, González logró recuperarse algo del tobillo y participó en la lucha por la medalla de bronce. En el primer set apabulló a Dent por 6-4, pero ya en el segundo set, el cansancio acumulado y la lesión comenzaron a alterar el juego de González, perdiendo el set por 6-2. El tercero era decisivo y fue extremadamente parejo, lo que hizo que se prolongara por 2 horas. González logró sellar su triunfo por un impresionante 16-14, remontando dos medal points. Chile obtenía bronce en Atenas.

#### Oro olímpico en tenis dobles

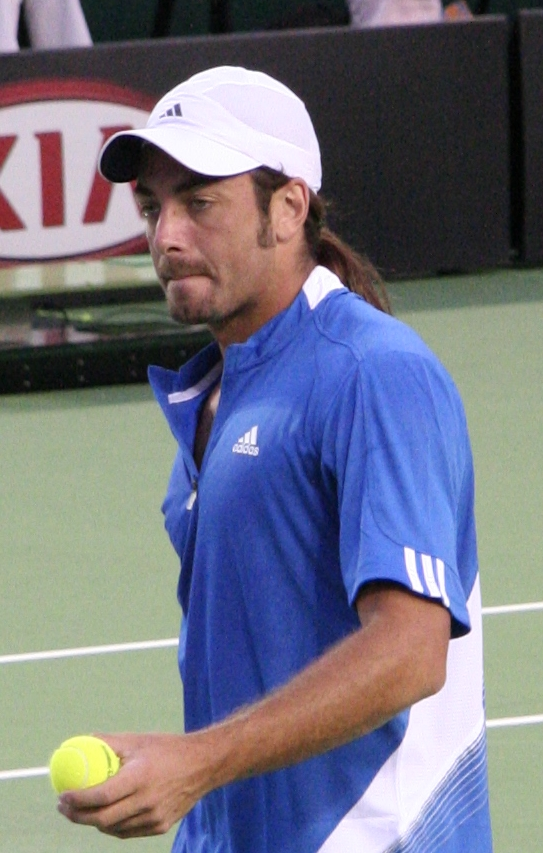
Nicolás Massú, ganador de dos medallas de oro: en dobles, junto con Fernando González, y en individuales.

Dos horas después se disputaba la final del dobles. Nicolas Kiefer y Rainer Schüttler, de Alemania, llegaron con dos días de descanso para enfrentar a los extenuados Massú y González, especialmente este último debido al partido jugado unas 4 horas antes. Sorprendentemente, la victoria se hacía inminente para Chile tras vencer a los germanos en el primer set por 6-2 e ir 4-2 en el segundo. Sin embargo, al igual que con el partido anterior, el cansancio comenzó a hacerse patente, con González diciéndole a Massú que las piernas no le respondían, así el partido cambió radicalmente. Ese segundo set terminó 6-4, mientras el tercero lo hacía con un 6-3, ambos a favor de los germanos. El cuarto set estaba dominado por los teutones y la derrota chilena parecía inminente. Los alemanes llegaban a estar 6-2 en el tie-break con cuatro gold medal points, a esa altura del partido Kiefer y Schüttler ya les gritaban en la cara los puntos a Massú y González. Pero los chilenos lograron remontarlo y lograron vencer por 7-6 (7). La pareja chilena, salvó 4 puntos de partido seguidos en la muerte súbita, de ir 2-6 abajo pasó a ganar 9-7.
Todo se definía en el último set. Chile quebró el primer punto, pero Alemania se recuperó al siguiente y al cuarto juego volvió a quebrar, quedando 3-1. La fuerza de Massú y González permitió emparejar las cosas a 4. Chile quebró a su favor y logró defender su punto. Chile derrotó a Alemania por 6-4 en el último set y consiguió su primera medalla de oro en la misma ciudad de su debut olímpico. El partido comenzó aproximadamente a las 11 p. m. en Atenas y duró 3 horas y 43 minutos, para finalizar poco antes de las 3 a. m. del 22 de agosto. Fernando logró sus dos medallas de forma casi heroica, con extenuantes partidos tanto en dobles como en singles. En esta jornada en sus duelos por medallas, los chilenos jugaron cerca de 15 de las 24 horas. La euforia se apoderó del país mientras la tristeza embargaba a Kiefer y Schuttler. Ancic y Ljubicic subieron también al podio recibiendo el bronce olímpico, mientras el Himno Nacional de Chile se escuchaba por primera vez en una ceremonia de Juegos Olímpicos.
Ese día Massú y González fueron nombrados los deportistas del día por la organización. La prensa chilena calificó el triunfo como una batalla dramática, heroica y épica, y el relator chileno que transmitía para TVN, Fernando Solabarrieta, pronunció la recordada frase "Estoy llorando en esta tribuna", emocionado por el triunfo.

#### Oro olímpico en tenis individuales
Al día siguiente, Nicolás Massú se enfrentaría a Mardy Fish por el oro individual. De igual forma que en los partidos anteriores, el chileno obtuvo el primer set 6-3, pero Fish ganó los dos siguientes por 6-3 y 6-2. Massú logró reponerse en el cuarto set y lo ganó por 6-3.
Finalmente, por 6-4, derrotó al estadounidense en un agónico partido de casi cuatro horas, obteniendo su segunda medalla de oro. La música y el Puro, Chile volvió a sonar en las tierras atenienses, mientras Massú recibía la medalla dorada y González la de bronce.
Cuando ambos tenistas regresaron al su país, fueron recibidos como héroes por la multitud que los esperaba para vitorearlos. Desde el aeropuerto su primer paradero fue el Palacio de La Moneda, donde junto al entonces Presidente de Chile, Ricardo Lagos, se asomaron al balcón del segundo piso para saludar a miles de personas.

### Otra medalla en tenis
En los Juegos Olímpicos de Pekín 2008, el tenista Fernando González obtuvo nuevamente una medalla para Chile. Esta vez fue la medalla de plata, después de caer en la final frente al español Rafael Nadal por 3-6, 6-7(2) y 3-6. Con esta tercera medalla, Fernando González se convirtió en el deportista chileno con más medallas en la historia de los Juegos Olímpicos (1 de oro, 1 de plata y 1 de bronce) y en el único deportista chileno en ganar medallas en distintos Juegos Olímpicos.

### Hito histórico en París 2024

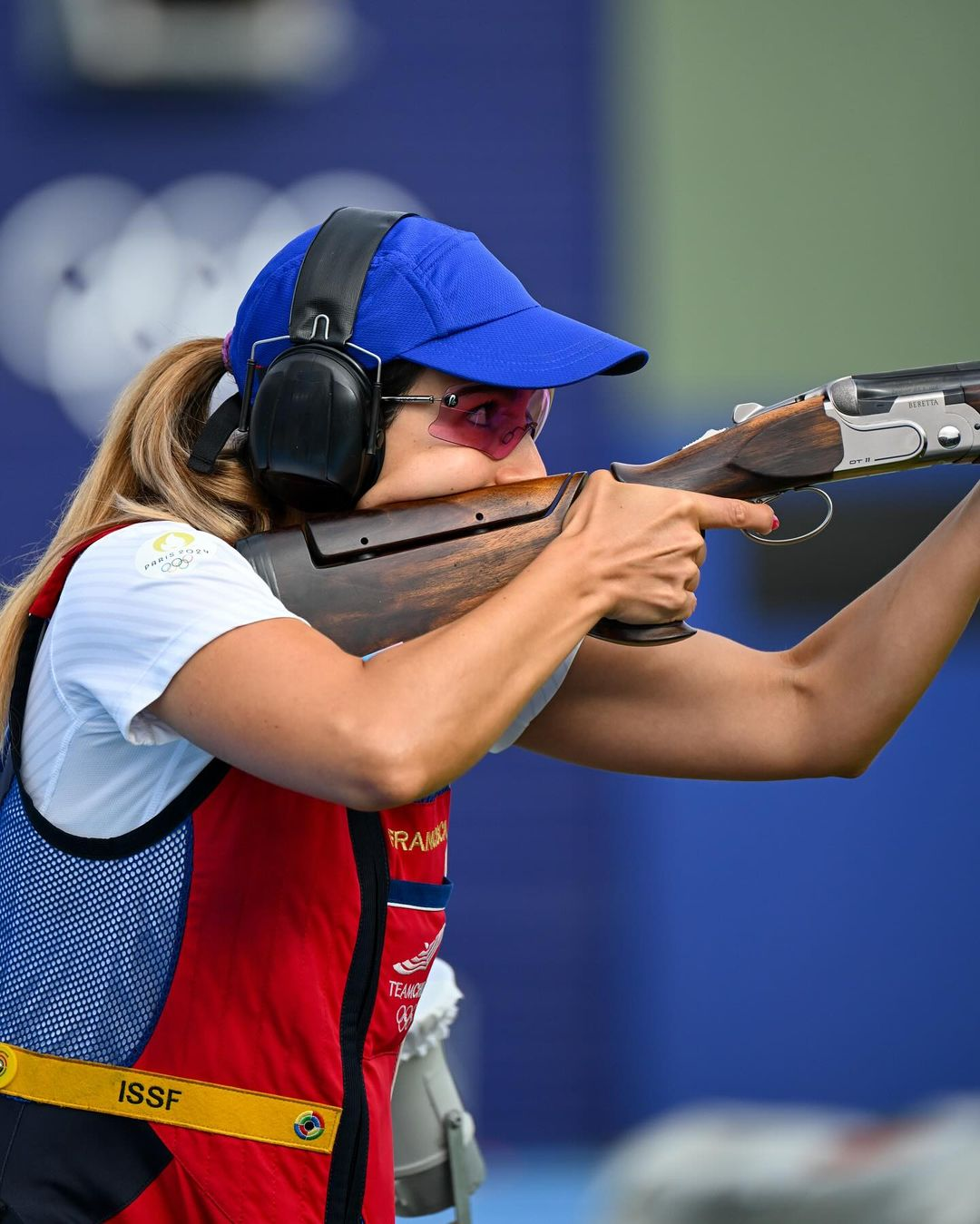
Francisca Crovetto durante la competencia de tiro skeet en París 2024.

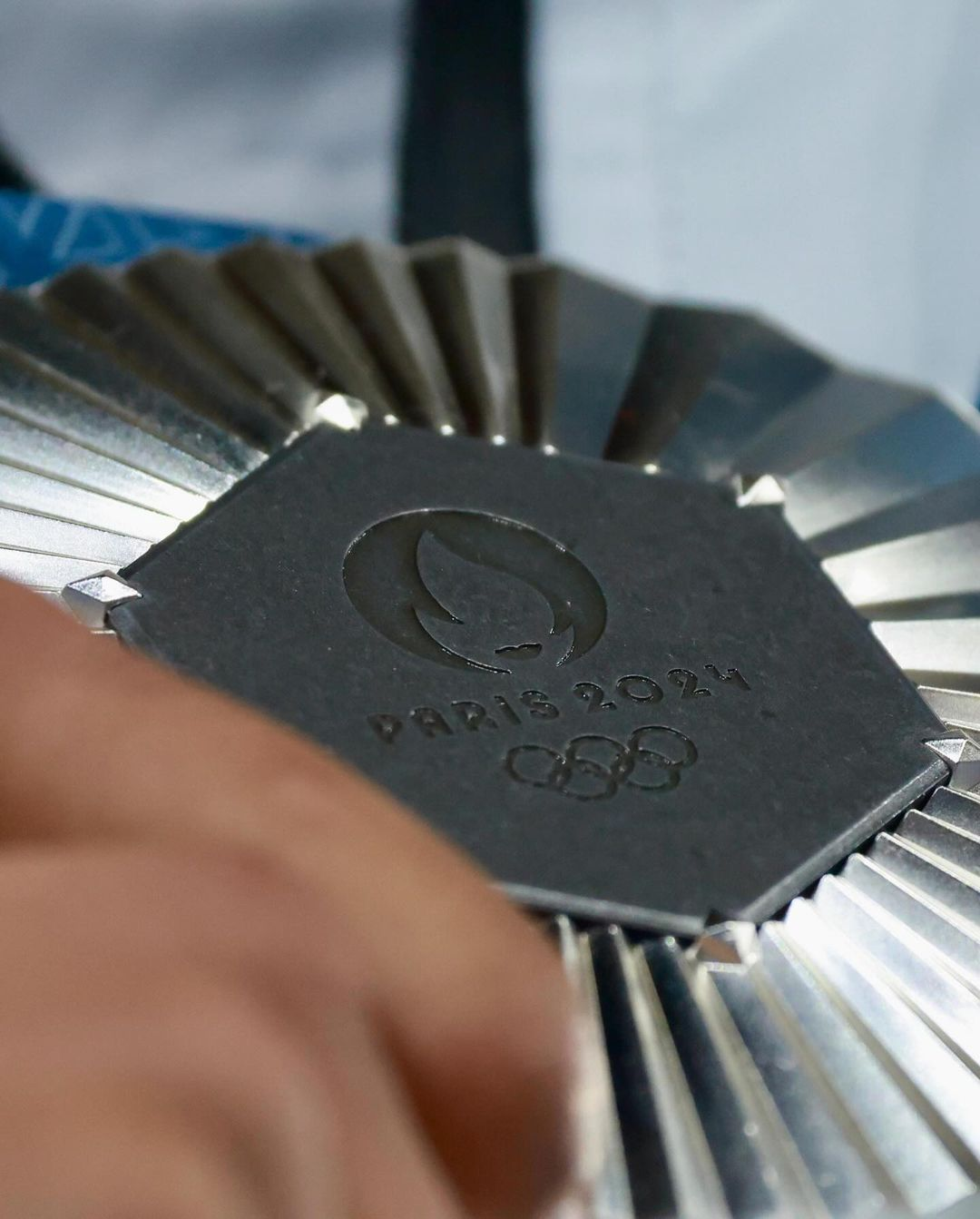
Vista de la medalla de plata obtenida por Yasmani Acosta.

#### Medalla de oro en tiro skeet
El domingo 4 de agosto, en París 2024, Francisca Crovetto Chadid, ganó la medalla de oro en la categoría de tiro skeet, después de 20 años en que Chile no había sido galardonado con oro en las olimpiadas. Crovetto disputó este ansiado premio con la tiradora británica Amber Jo Rutter, con la cual había empatado con 55 aciertos, enfrentándose en un desempate que finalizaría con la victoria de la chilena con 7 aciertos contra 6 de su contrincante. Con esto, se convirtió en la primera mujer en la historia de Chile en conseguir una medalla de oro, y la segunda en obtener cualquier medalla en unos Juegos Olímpicos.

#### Medalla de plata en lucha grecorromana
Además, el martes 6 de agosto, en París 2024, Yasmani Acosta, ganó la medalla de plata en Lucha grecorromana en la categoría 130 kg. Acosta luchó contra el actual campeón olímpico Mijaín López Núñez, en la cual el cubano se impuso por 6-0. Con esto, el deporte chileno hizo historia, ya que por primera vez desde los Juegos Olímpicos de Melbourne 1956, Chile logró obtener más de una medalla en distintas disciplinas.

## Medallas

### Medallas por edición de los Juegos Olímpicos de Verano
En la tabla que se detalla a continuación, se señalan las medallas de Chile conforme a las ediciones olímpicas.
| Evento              | Oro                                       | Plata                                     | Bronce                                    | Total                                     |
| ------------------- | ----------------------------------------- | ----------------------------------------- | ----------------------------------------- | ----------------------------------------- |
| Atenas 1896         | 0                                         | 0                                         | 0                                         | 0                                         |
| París 1900          | Chile no participó                        | Chile no participó                        | Chile no participó                        | Chile no participó                        |
| San Luis 1904       | Chile no participó                        | Chile no participó                        | Chile no participó                        | Chile no participó                        |
| Londres 1908        | Chile no participó                        | Chile no participó                        | Chile no participó                        | Chile no participó                        |
| Estocolmo 1912      | 0                                         | 0                                         | 0                                         | 0                                         |
| Berlín 1916         | Suspendidos por la Primera Guerra Mundial | Suspendidos por la Primera Guerra Mundial | Suspendidos por la Primera Guerra Mundial | Suspendidos por la Primera Guerra Mundial |
| Amberes 1920        | 0                                         | 0                                         | 0                                         | 0                                         |
| París 1924          | 0                                         | 0                                         | 0                                         | 0                                         |
| Ámsterdam 1928      | 0                                         | 1                                         | 0                                         | 1                                         |
| Los Ángeles 1932    | Chile no participó                        | Chile no participó                        | Chile no participó                        | Chile no participó                        |
| Berlín 1936         | 0                                         | 0                                         | 0                                         | 0                                         |
| Helsinki 1940       | Suspendidos por la Segunda Guerra Mundial | Suspendidos por la Segunda Guerra Mundial | Suspendidos por la Segunda Guerra Mundial | Suspendidos por la Segunda Guerra Mundial |
| Londres 1944        | Suspendidos por la Segunda Guerra Mundial | Suspendidos por la Segunda Guerra Mundial | Suspendidos por la Segunda Guerra Mundial | Suspendidos por la Segunda Guerra Mundial |
| Londres 1948        | 0                                         | 0                                         | 0                                         | 0                                         |
| Helsinki 1952       | 0                                         | 2                                         | 0                                         | 2                                         |
| Melbourne 1956      | 0                                         | 2                                         | 2                                         | 4                                         |
| Roma 1960           | 0                                         | 0                                         | 0                                         | 0                                         |
| Tokio 1964          | 0                                         | 0                                         | 0                                         | 0                                         |
| México 1968         | 0                                         | 0                                         | 0                                         | 0                                         |
| Múnich 1972         | 0                                         | 0                                         | 0                                         | 0                                         |
| Montreal 1976       | 0                                         | 0                                         | 0                                         | 0                                         |
| Moscú 1980          | Chile no participó                        | Chile no participó                        | Chile no participó                        | Chile no participó                        |
| Los Ángeles 1984    | 0                                         | 0                                         | 0                                         | 0                                         |
| Seúl 1988           | 0                                         | 1                                         | 0                                         | 1                                         |
| Barcelona 1992      | 0                                         | 0                                         | 0                                         | 0                                         |
| Atlanta 1996        | 0                                         | 0                                         | 0                                         | 0                                         |
| Sídney 2000         | 0                                         | 0                                         | 1                                         | 1                                         |
| Atenas 2004         | 2                                         | 0                                         | 1                                         | 3                                         |
| Pekín 2008          | 0                                         | 1                                         | 0                                         | 1                                         |
| Londres 2012        | 0                                         | 0                                         | 0                                         | 0                                         |
| Río de Janeiro 2016 | 0                                         | 0                                         | 0                                         | 0                                         |
| Tokio 2020          | 0                                         | 0                                         | 0                                         | 0                                         |
| París 2024          | 1                                         | 1                                         | 0                                         | 2                                         |
| Total               | 3                                         | 8                                         | 4                                         | 15                                        |

### Medallas por deporte
En la tabla que se detalla a continuación, se señalan las medallas de Chile conforme a los deportes olímpicos.
| Disciplina |   |   |   | T  |
| ---------- | - | - | - | -- |
| Tenis      | 2 | 1 | 1 | 4  |
| Tiro       | 1 | 1 | 0 | 2  |
| Equitación | 0 | 2 | 0 | 2  |
| Atletismo  | 0 | 2 | 0 | 2  |
| Boxeo      | 0 | 1 | 2 | 3  |
| Lucha      | 0 | 1 | 0 | 1  |
| Fútbol     | 0 | 0 | 1 | 1  |
| Total      | 3 | 8 | 4 | 15 |

## Puestos premiados
Se considera «puesto premiado (P-D)» a aquel que, sin haber recibido medalla, se hizo acreedor a puntos y/o diploma olímpico. Desde los primeros Juegos Olímpicos de la Era Moderna, las seis primeras posiciones en cada prueba han recibido puntos: 7 la medalla de oro, 5 la de plata, 4 la de bronce, 3 el cuarto lugar, 2 el quinto y 1 el sexto. Hasta Berlín 1936, se entregaron diplomas olímpicos solo a los medallistas; a partir de Londres 1948, se han otorgado diplomas olímpicos a todos los competidores que obtienen puntos y, desde Los Ángeles 1984, se han adjudicado diplomas olímpicos los ocho primeros lugares de cada competición, incluidos aquellos de ediciones anteriores.
En 1924 Chile obtuvo sus dos primeros puestos premiados —los lugares quinto y sexto del boxeador Carlos Abarca y del atleta Manuel Plaza, respectivamente—. A partir de entonces, ochenta y seis deportistas chilenos —ochenta y dos hombres y cuatro mujeres— han conseguido un total de treinta y nueve puestos premiados —cuatro al 4.º lugar, diez al 5.º, siete al 6.º, diez al 7.º y seis al 8.º— para su país en quince ediciones de los Juegos Olímpicos de Verano —París 1924, Ámsterdam 1928, Berlín 1936, Londres 1948, Helsinki 1952, Melbourne 1956, Tokio 1964, Ciudad de México 1968, Los Ángeles 1984, Seúl 1988, Sídney 2000, Pekín 2008, Londres 2012, Río de Janeiro 2016, Tokio 2020 y París 2024—.
De los veinticuatro deportes y disciplinas olímpicos de verano en los que han competido chilenos, diecisiete —atletismo, baloncesto, boxeo, ciclismo, equitación, fútbol, gimnasia artística, golf, halterofilia, lucha grecorromana, pentatlón moderno, remo, saltos ornamentales, taekwondo, tiro, triatlón y vela— han contribuido con un total de treinta y nueve puestos premiados para Chile en el periodo 1924-2024, considerando los ocho primeros lugares desde siempre.
| Deportista(s) | Deporte/Disciplina - Competición               | Juegos Olímpicos de Verano |
| --- | ---------------------------------------------- | -------------------------- |
| 4.° |                                                |                            |
| Erich Wichmann-Harbeck | Vela - Monotype                                | Berlín 1936                |
| Tomás González | Gimnasia artística - Suelo                     | Londres 2012               |
| Tomás González | Gimnasia artística - Salto                     | Londres 2012               |
| Guillermo Pereira Hinke | Golf                                           | Tokio 2020                 |
| 5.° |                                                |                            |
| Carlos Abarca | Boxeo - Peso pluma                             | París 1924                 |
| Jorge Díaz | Boxeo - Peso ligero                            | Ámsterdam 1928             |
| Carlos Lillo | Boxeo - Peso ligero                            | Berlín 1936                |
| Celestino González | Boxeo - Peso gallo                             | Londres 1948               |
| Mario Masanés | Ciclismo - 1000 metros Sprint                  | Londres 1948               |
| Selección de baloncesto de Chile: Pedro Araya, Rufino Bernedo, Eduardo Cordero, Hugo Fernández, Exequiel Figueroa, Juan Gallo, Víctor Mahana, Eric Mahn, Juan Ostoic, Hernán Raffo, Hernán Ramos, Álvaro Salvadores, Orlando Silva                                          | Baloncesto - Torneo masculino                  | Helsinki 1952              |
| Equipo ecuestre: Héctor Clavel / Frontalera, José Larraín / Rey de Oros, Ernesto Silva / Viarregio | Equitación - Adiestramiento por equipos        | Helsinki 1952              |
| Guillermo Salinas | Boxeo - Peso medio                             | Tokio 1964                 |
| Bárbara Riveros | Triatlón - Femenino                            | Río de Janeiro 2016        |
| Yasmani Acosta | Lucha grecorromana                             | Tokio 2020                 |
| Macarena Pérez Grasset | Ciclismo BMX Freestyle - Femenino              | París 2024                 |
| 6.° |                                                |                            |
| Manuel Plaza | Atletismo - Maratón                            | París 1924                 |
| Selección de baloncesto de Chile: Eduardo Cordero, Exequiel Figueroa, Juan Gallo, Rolando Hammer, Eduardo Kapstein, Manuel Ledesma, Víctor Mahaña, Luis Marmentini, Andrés Mitrovic, Eduardo Parra, Hernán Raffo, Marcos Sánchez                                            | Baloncesto - Torneo masculino                  | Londres 1948               |
| Juan Enrique Lira | Tiro - Trap                                    | Tokio 1964                 |
| Equipo ecuestre: Patricio Escudero / Prete, Antonio Piraíno / Ciclón, Guillermo Squella / Colchagüino | Equitación - Adiestramiento por equipos        | México 1968                |
| Nicolás Atalah | Tiro - Skeet                                   | México 1968                |
| Gert Weil | Atletismo - Peso masculino                     | Seúl 1988                  |
| María Valdés | Halterofilia - 75 kg                           | Londres 2012               |
| 7.° |                                                |                            |
| Equipo: Luis Carmona, Nilo Floody, Hernán Fuentes | Pentatlón moderno - Equipo masculino           | Helsinki 1952              |
| César Mendoza / Pillán | Equitación - Gran Premio de Saltos individual  | Helsinki 1952              |
| Günther Mund | Salto - Trampolín 3 m masculino                | Melbourne 1956             |
| Jorge Jottar | Tiro - Skeet                                   | México 1968                |
| Selección de fútbol de Chile: Daniel Ahumada, Jaime Baeza, Leonel Contreras, Marco Antonio Figueroa, Eduardo Fournier, Alejandro Hisis, Sergio Marchant, Álex Martínez, Luis Mosquera, Alfredo Núñez, Juvenal Olmos, Carlos Ramos, Fernando Santis, Jaime Vera y Luis Pérez | Fútbol - Torneo masculino                      | Los Ángeles 1984           |
| Tripulación: Rodrigo Abásolo, Mario Castro, Víctor Contreras, Zibor Llanos, Carlos Neyra, Rodolfo Pereira, Alejandro Rojas, Marcelo Rojas, Giorgio Vallebuona | Remo - Ocho con timonel                        | Los Ángeles 1984           |
| Felipe Soto | Taekwondo - 80 kg                              | Sídney 2000                |
| Natalia Ducó | Atletismo - Bala femenino                      | Londres 2012               |
| Tomás González | Gimnasia artística - Salto                     | Río de Janeiro 2016        |
| María Valdés | Halterofilia - 75 kg                           | Río de Janeiro 2016        |
| 8.° |                                                |                            |
| Ricardo Bayer | Atletismo - Martillo masculino                 | Ámsterdam 1928             |
| Selección de baloncesto de Chile: Pedro Araya, Rufino Bernedo, Rolando Etchepare, Orlando Etcheverre, Maximiliano Garafulic, Víctor Mahaña, Juan Ostoic, Hernán Raffo, Luis Salvadores, Orlando Silva, Raúl Urra                                                            | Baloncesto - Torneo masculino                  | Melbourne 1956             |
| Tripulación: Juan Carmona, Jorge Contreras, Eusebio Ojeda | Remo - Dos con timonel                         | Melbourne 1956             |
| Elizabeth Poblete | Halterofilia - 75 kg                           | Pekín 2008                 |
| Francisca Crovetto | Tiro - Skeet femenino                          | Londres 2012               |
| Macarena Pérez Grasset | Ciclismo BMX estilo libre                      | Tokio 2020                 |
| Clemente Seguel | Vela Laser (clase ILCA 7 - Dinghy) - Masculino | París 2024                 |